# Agnes Obel
Agnes Obel (Koppenhága, 1980. október 28. –) dán énekesnő, zongorista, dalszerző. Berlinben él.

## Pályafutása
Agnes Obel zenész családból származik. Édesanyja − Katja Obel − Bartókot és Chopint is játszott. Agnes nagyon fiatalon megtanult zongorázni. Gyermekkorában hatással voltak rá Jan Johansson munkái. Johansson dalai, és az európai népdalok − számára − dzsesszes hangzása nagy hatással volt a fiatal zenészre.
Obel már hétévesen egy kis zenekarban játszott, ahol énekelt és basszusgitározott. Az együttes fellépett egy fesztiválon, és kapott elismeréseket is.
A középiskolát a Det Frie Gymnasiumban végezte el, majd a Roskilde Egyetemre járt. Elton Theander dán zenész, producer segítségével Obel megalapította a koppenhágai Sohio együttest.
Első albuma a PIAS Recordings gondozásában jelent meg 2010-ben Dániában, Norvégiában, Németországban és más európai országokban. a Belga Entertainment Associationtól (BEA) aranylemez minősítést kapott, miután 10 000 példányt adtak belőle el. A Danish Music Awards-on Obel öt díjat nyert, köztük a legjobb album és a legjobb debütáló előadó díját.
2013. szeptember 30-án kiadta második albumát, az Aventine-t. Az Aventine pozitív kritikákat kapott és kilenc országban került a top 40-be.
Olyan művészek hatottak rá, mint Roy Orbison, Joni Mitchell, PJ Harvey, Nina Simone, Henry Mancini, Eva Cassidy, Ray Davies, Michelle Gurevich, Can, a Yello – valamint Claude Debussy, Maurice Ravel és Eric Satie.

## Albumok
- 2010: Philharmonics
- 2013: Aventine
- 2016: Citizen of Glass
- 2020: Myopia

### Kislemezek
- 2009: Just So (streaming)
- 2010: Riverside
- 2011: Brother Sparrow (streaming)
- 2013: The Curse
- 2016: Familiar
- 2020: Broken Sleep

## Filmek
1994: Drengen der gik baglæns, R.: Thomas Vinterberg

## Díjak
| Év   | Adományozó                              | Mű                             | Díj              | Eredmény |  |
| ---- | --------------------------------------- | ------------------------------ | ---------------- | -------- |  |
| 2011 | Danish Music Awards                     | Best Album Of The Year         | Philharmonics    | Elnyerte |  |
| 2011 | Danish Music Awards                     | Best Pop Release Of The Year   | Philharmonics    | Elnyerte |  |
| 2011 | Danish Music Awards                     | Best Debut Artist Of The Year  | Herself          | Elnyerte |  |
| 2011 | Danish Music Awards                     | Best Female Artist Of The Year | Herself          | Elnyerte |  |
| 2011 | Danish Music Awards                     | Best Songwriter Of The Year    | Herself          | Elnyerte |  |
| 2017 | Independent Music Companies Association | Album of the Year              | Citizen of Glass | Elnyerte |  |

- European Border Breakers Awards for 2012 [1]